# Эульченок
Эульченок — река на полуострове Камчатка в России. Длина реки — 29 км. Протекает по территории Усть-Камчатского района.
Начинается река от слияния ручьев Левый Эульченок, Средний Эульченок и Правый Эульченок западнее горы Эульченок. Затем течёт в общем северном направлении через берёзово-лиственничный лес, лишь в самом низовье поворачивая на восток. Протекает через одноимённое озеро. Впадает в реку Камчатка справа на расстоянии 154 км от её устья через протоку между озером Эульченок и рекой Камчаткой. Ширина реки в низовьях — 24 метра, глубина — 1,2 метра, дно твёрдое.
По данным государственного водного реестра России относится к Анадыро-Колымскому бассейновому округу. Код водного объекта — 19070000112120000016230.